# Sigurd Andersson (Fußballspieler)
Gustaf Sigurd Andersson, in der Regel bekannt als Sigurd Andersson, (* 26. September 1902 in Stockholm; † 17. Dezember 1990) war ein schwedischer Fußballspieler.

## Sportlicher Werdegang
Andersson spielte in den 1920er und 1930er Jahren für Brynäs IF. 1925 wurde er mit dem Klub, der sich nicht für die Allsvenskan qualifiziert hatte und daher nur Zweitklassig spielte, schwedischer Landesmeister. Am 28. Juli 1924 kam er zu einem Einsatz in der schwedischen Nationalmannschaft, als Finnland mit 7:5 besiegt wurde. Putte Kock glänzte als dreifacher Torschütze, Bertil Karlsson und Algot Haglund trafen jeweils doppelt als ein 2:5-Pausenrückstand gedreht wurde.